# Vol Colgan Air 3407
Le vol Colgan Air 3407 est un vol intérieur régulier de Continental Connection, assuré par un Bombardier Dash 8 Q400 de la compagnie aérienne régionale Colgan Air entre l'aéroport international Newark Liberty (EWR), dans le New Jersey, et l'aéroport international de Buffalo-Niagara (BUF), dans l'État de New York, qui s'est écrasé le 12 février 2009 sur une habitation au nord-est de Clarence Center, dans la banlieue de Buffalo, à environ 9 km de la piste de l'aéroport de destination. L'accident a provoqué la mort des 49 occupants de l'appareil et d'une personne au sol.
Le Conseil national de la sécurité des transports (NTSB) a mené l'enquête sur cet accident et publié son rapport final le 2 février 2010, identifiant la cause probable du crash comme étant la réponse inappropriée des pilotes aux divers avertissements de décrochage.
À l'époque, il s'agissait de la catastrophe aérienne la plus meurtrière impliquant le Bombardier Q400, jusqu'au crash du vol US-Bangla Airlines 211 en mars 2018. Il s'agit également du dernier accident majeur impliquant un avion de ligne aux États-Unis, jusqu'au crash du vol American Eagle 5342 survenu 16 ans plus tard.

## Détail du vol
Le vol 3407 de Colgan Air — vol commercialisé sous le nom (CJC3407) de Continental Connection — a été retardé de deux heures et a décollé à 21h18, depuis l'aéroport international Newark Liberty et à destination de l'aéroport international de Buffalo-Niagara.
L'appareil assurant le vol était un Bombardier Dash 8 Q400, un bimoteur à turbopropulseur de fabrication canadienne, immatriculé N200WQ, fabriqué en février 2008 et livré à Colgan Air le 16 avril 2008.
Le commandant de bord Marvin Renslow (47 ans), originaire de Lutz, en Floride, était le pilote aux commandes, et la copilote Rebecca Lynne Shaw (24 ans), originaire de Maple Valley, dans l'État de Washington, était la pilote non en fonction. Le commandant Renslow a été embauché en septembre 2005 et cumulait 3 379 heures de vol, dont 111 heures en tant que commandant de bord sur Q400. La copilote  Shaw a été embauchée en janvier 2008 et totalisait 2 244 heures de vol, dont 774 sur des avions à turbopropulseur, dont le Q400.
Deux passagers de nationalité canadienne, ainsi qu'un passager chinois et un passager israélien étaient à bord. Les 41 passagers restants, ainsi que les deux pilotes et les deux agents de bord, étaient américains.

## Accident

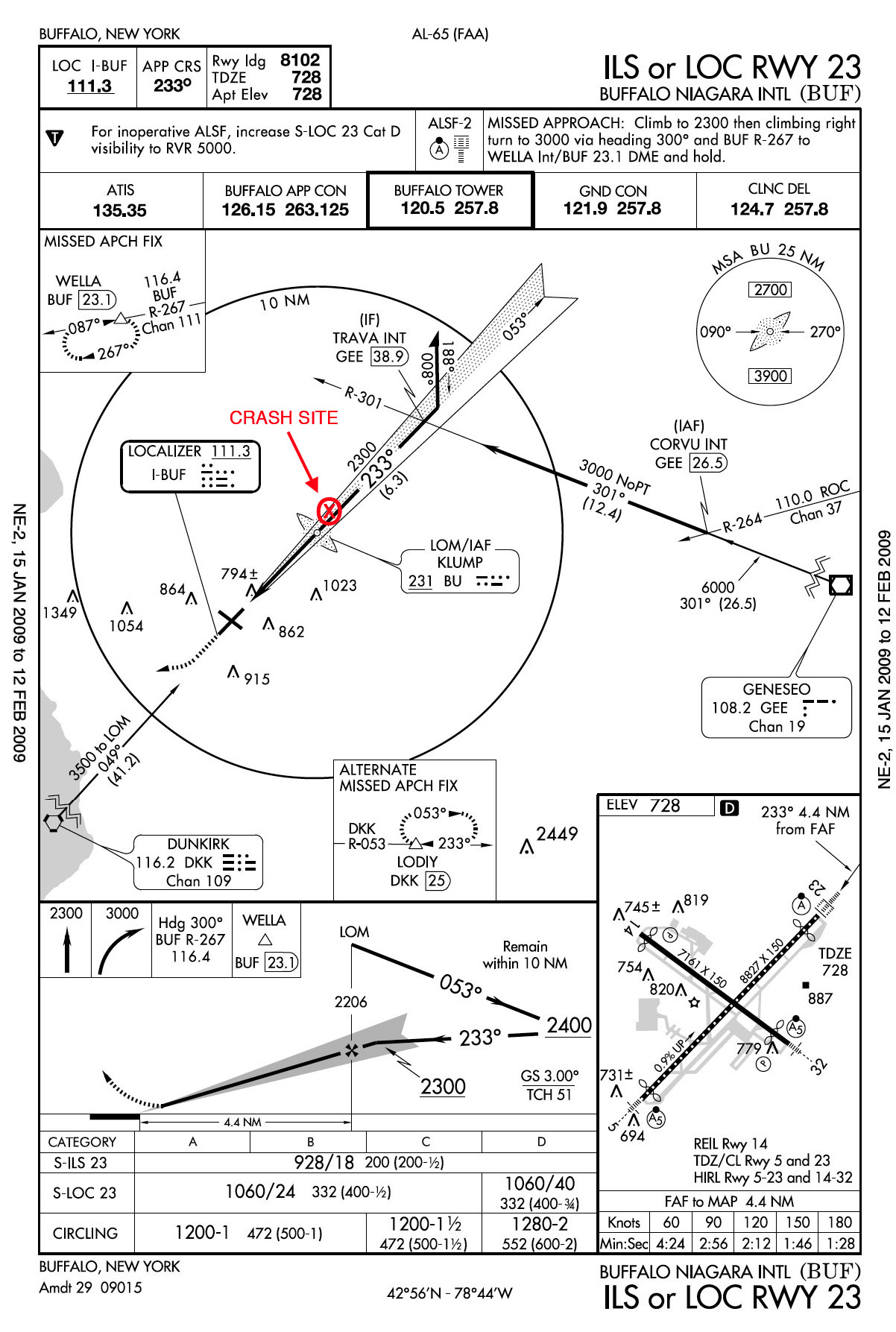
Schéma représentant l'approche ILS de la piste 23 de aéroport international de Buffalo-Niagara, avec le lieu de l'accident du vol 3407 (en rouge).

Peu de temps après que le vol 3407 ait été autorisé à effectuer une approche de type ILS sur la piste 23 de l'aéroport international de Buffalo-Niagara, il a disparu des radars de la tour de contrôle. 
Au moment de l'approche, il y avait de légères chutes de neige et du brouillard, avec un vent de 15 nœuds (28 km/h), des conditions jugées habituelles en cette saison dans le nord de l'État de New York. Le système de dégivrage a été activé 11 minutes après le décollage. Peu avant l'accident, les pilotes ont évoqué une accumulation importante de glace sur les bords d'attaque des ailes (ce qui peut perturber l'écoulement de l'air) et le pare-brise de l'avion. De plus, deux autres avions ont également signalé des conditions de givrage au moment de l'accident.
La dernière transmission radio du vol 3407 a eu lieu lorsque la copilote a accusé réception d'une instruction de routine, indiquant à l'équipage de passer sur la fréquence radio de la tour de contrôle, alors qu'il se trouvait à 4,8 km au nord-est du radiophare KLUMP. L'accident s'est produit 41 secondes après cette dernière transmission. Comme le contrôle d'approche (ATC) n'a pas reçu de réponse supplémentaire de la part de l'avion, l'assistance du vol 1998 de Delta Air Lines et du vol 1452 d'US Airways a été demandée, mais aucun des deux appareils n'a été en mesure de repérer le vol 3407.

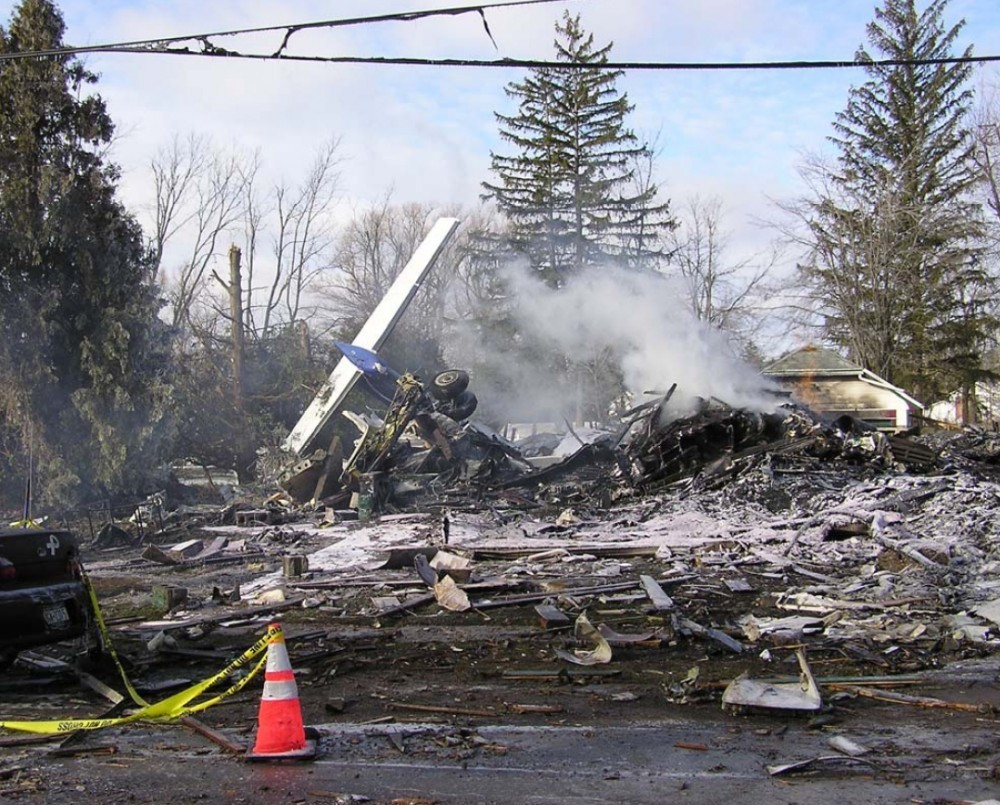
Site du crash du vol 3407.

Après l'autorisation pour l'approche finale, le train d'atterrissage et les volets (5°) ont été sortis. La vitesse de l'avion avait alors diminué à 145 nœuds (269 km/h). Le commandant de bord a alors demandé que les volets soient déployés à 15°. La vitesse a continué à diminuer à 135 nœuds (250 km/h). Six secondes plus tard, le vibreur de manche de l'avion s'est activé, avertissant l'équipage d'un décrochage imminent, alors que la vitesse continuait de  diminuer à 131 nœuds (243 km/h). 
Le commandant Renslow a alors réagi en tirant brusquement sur le manche, puis en augmentant la puissance des moteurs à 75 %, au lieu d'abaisser le nez et d'appliquer la pleine puissance, ce qui est la technique standard de sortie d'un décrochage. Cette action inappropriée a fait encore plus monter le nez de l'avion, ce qui a augmenté la vitesse de décrochage. 
Le pousseur de manche (en), qui applique une pression sur le manche pour diminuer l'angle d'attaque des ailes à la suite d'un décrochage, s'est activé, mais le commandant de bord a contré ce dispositif de sécurité en continuant de tirer sur le manche, ce qui n'a pas permis à l'avion de sortir du décrochage. De plus, la copilote a rentré les volets sans consulter le commandant de bord, ce qui a davantage réduit la portance de l'avion et rendu la récupération du décrochage encore plus difficile

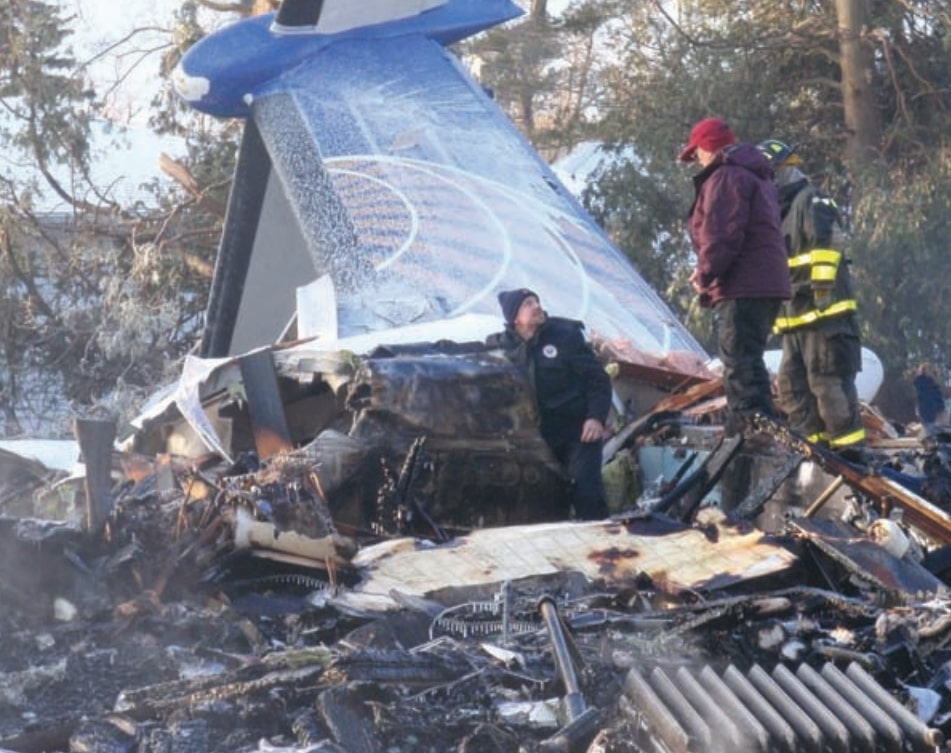
Les débris de la queue du Q400, photographié sur le site de l'accident.

Dans ses derniers instants, le Q400 s'est cabré de 31°, puis à piqué de 25° ; il s'est ensuite incliné à gauche de 46°, avant de s'incliner brusquement de 105° à droite. Les occupants de l'avion ont subi des forces d'accélérations estimées à 2 g avant l'impact final. L'équipage n'a émis aucune déclaration d'urgence, car l'avion a rapidement chuté de 800 pieds (240 m), et le vol 3407 s'est finalement écrasé sur une maison située au 6038 Long Street, situé à Clarence Center, à environ 9 km de l'extrémité de la piste et le nez pointé en direction du nord-est, à l'opposé de l'axe d'approche de l'aéroport. 
L'avion a pris feu immédiatement, lorsque les réservoirs de carburant se sont rompus lors de l'impact, détruisant la maison de Douglas et Karen Wielinski, ainsi que la majeure partie de l'appareil. Douglas a été tué sur le coup ; tandis que sa femme Karen et leur fille Jill ont réussi à s'échapper avec des blessures mineures. Très peu de dommages ont été causés aux maisons environnantes. 
Comme le site du crash se trouvait à un pâté de maisons de la caserne des pompiers de Clarence Center, le personnel d'urgence a pu intervenir rapidement. Deux pompiers ont été blessés et une douzaine de maisons avoisinantes ont du être évacuées.

## Victimes
Parmi les victimes se trouvaient :

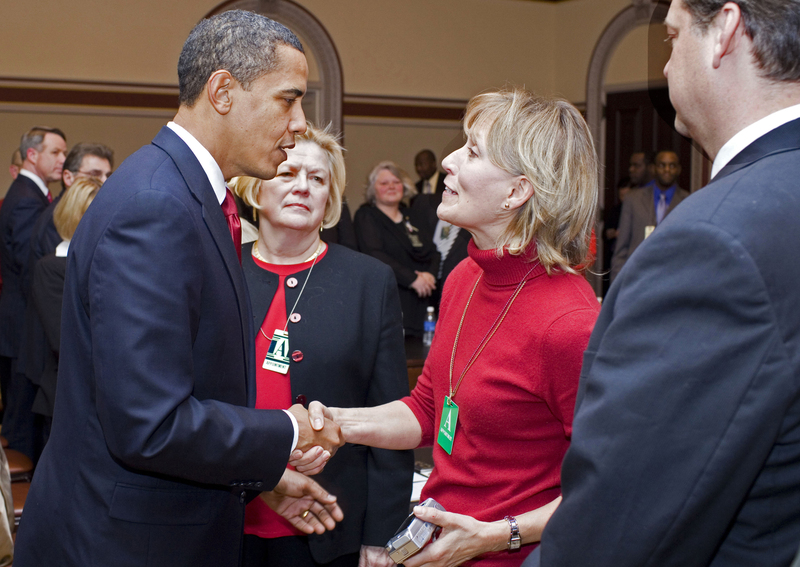
Barack Obama serrant la main à Beverly Eckert, la semaine précédant l'accident.

- Beverly Eckert, veuve d'une des victimes d'un des vols des attentats du 11 septembre 2001 et membre du Comité directeur des familles victimes du 11 septembre (9/11 Family Steering Committee). Elle se rendait à Buffalo pour une cérémonie d'hommage à son mari et la création d'une bourse à son nom dans leur ancien lycée. Le président Barack Obama, qui l'avait reçue la semaine précédente à la Maison-Blanche avec un groupe de familles des victimes du 11 septembre, lui a rendu hommage.
- Alison Des Forges, historienne américaine et militante des droits de l'homme, spécialiste du génocide au Rwanda.
- Gerry Niewood et Coleman Mellett, un saxophoniste et un guitariste de jazz, proches de Chuck Mangione. Ils se rendaient à Buffalo pour participer à un concert avec ce dernier et l'orchestre philharmonique de Buffalo.

## Enquête
Le Conseil national de la sécurité des transports américains (NTSB) a commencé son enquête dès le lendemain matin de l'accident, le 13 février, avec une équipe de 14 enquêteurs. L'enregistreur de paramètres (FDR) et l'enregistreur phonique (CVR) du Q400 ont été retrouvées sur le site de l'accident et transportés à Washington pour l'analyse de leurs données de vol.
Les températures glaciales ont rendu difficile l'accès aux débris de l'appareil ; des radiateurs portatifs ont été utilisés pour faire fondre la glace laissée par les efforts de lutte contre l'incendie post-crash. Les restes humains ont été soigneusement retirés, puis finalement identifiés sur une période de plusieurs semaines avec l'aide d'étudiants en anthropologie judiciaire. Le cockpit a subi le choc le plus violent, tandis que la cabine principale a été en grande partie détruite par l'incendie qui a suivi. Les corps des passagers retrouvés dans la section arrière étaient toujours attachés à leurs sièges.
Le pilote automatique était actif durant la majeure partie du vol, jusqu'à ce qu'il se déconnecte immédiatement lorsque le vibreur de manche s'active. Le NTSB n'a trouvé aucune preuve de conditions de givrage sévères qui auraient obligé les pilotes à piloter manuellement. Colgan Air a recommandé à ses pilotes de voler manuellement dans des conditions de givrage et leur a également demandé de le faire dans des conditions de givrage sévères. En décembre 2008, le NTSB a publié un bulletin de sécurité sur le danger de garder le pilote automatique engagé dans des conditions de givrage ; piloter l'avion manuellement est alors essentiel pour garantir que les pilotes soient en mesure de détecter d'éventuels changements dans les caractéristiques de pilotage de l'avion, qui sont des signes avant-coureurs d'une accumulation de glace.
Il a été déterminé plus tard que le vibreur de manche avait été mal réglé, de sorte que lorsque le vibreur de manche s'est enclenché, l'avion n'était pas réellement en situation de décrochage ou proche de celle-ci. Cependant, lorsque le commandant de bord a réagi de manière inappropriée en tirant sur le manche, le nez de l'avion s'est brusquement relevé et il est réellement entré en décrochage, ce qui a du coup activé le poussoir de manche. Comme prévu, il a poussé le nez vers le bas pour faire sortir l'avion du décrochage, mais le commandant de bord a de nouveau réagi de manière inappropriée et a outrepassé ce système en tirant à nouveau sur le manche, ce qui a fait perdre encore plus de vitesse et de contrôle à l'avion.
L'enquête a également montré que l'équipage manquait de concentration durant la phase d'approche, notamment en engageant une conversation personnelle en violation de la règle du cockpit stérile, et que les pilotes avaient accumulé de la fatigue dans les jours précédents le vol, ce qui expliquerait leurs réactions inadéquates face à une situation qui était facilement récupérable.

## Conséquences
À la suite de cet accident, les familles des victimes de l'accident ont fait pression sur le Congrès des États-Unis pour qu'il adopte des réglementations plus strictes pour les compagnies aériennes régionales, ainsi qu'une révision des règles relatives à la fatigue des pilotes et une amélioration du contrôle des procédures d'exploitation sûres et des conditions de travail des pilotes. 
Le Congrès a pris note de ces recommandations et les a incluses dans un amendement sur la sécurité aérienne, adopté en août 2010, exigeant que la Federal Aviation Administration (FAA) enregistre les échecs de formation dans une base de données nationale (PRD) regroupant les dossiers des pilotes, ce qui aiderait les compagnies aériennes à identifier les pilotes candidats qui, comme le commandant Renslow, aurait connu plusieurs échecs de formation dans différentes compagnies aériennes au cours de leurs carrières.
Le Congrès a alloué 24 millions de dollars pour faciliter la création du PRD. Mais 11 ans plus tard, malgré le lobbying d’un groupe de proches de victimes du crash du vol 3407, ainsi que l'accident du vol Atlas Air 3591 – un autre accident aérien dans lequel un pilote a dissimulé ses dossiers de formation indiquant son manque de compétences – la FAA n’avait toujours pas achevé le PRD, comme l’avait demandé le NTSB. Ce n’est qu’en mai 2021 que la FAA a finalement mis en place cette base de données.
En février 2019, pour marquer le 10e anniversaire de l'accident, plusieurs cérémonies ont eu lieu à Buffalo et dans les environs en mémoire des victimes.

## Médias
L'accident a fait l'objet d'un épisode dans la série télé Air Crash nommé « Morts de fatigue » (saison 10 - épisode 4).